# Eudoro d'Alessandria
Eudoro d'Alessandria (in greco: Εὔδωρος) (fl. I secolo a.C.) è stato un filosofo greco antico vissuto nell'attuale Egitto, forse nella seconda metà del I secolo a.C..
Filosofo platonico, noto per un suo commento al Timeo, di interessi eclettici scrisse di metafisica, etica (riprendendo motivi neopitagorici), logica e scienze naturali. Studiò e scrisse su Aristotele, rifacendosi al platonismo, un'opera polemica sulla teoria peripatetica delle Categorie. Forse discepolo di Antioco fu influenzato dallo stoicismo di questo nel pensiero e nella terminologia etica.
Scrisse un'opera dossografica dal titolo διαίρεσις τοῦ κατὰ ϕιλοσοϕίαν λόξου.
Secondo Simplicio Eudoro tentò soprattutto un fondamento al pensiero platonico non scritto nell'ambito della dottrina pitagorica per cui tentando una sintesi monistica con il dualismo esisterebbe un Uno assolutamente trascendente, un Dio supremo che ha dato origine a due principi opposti, una  monade e la Diade infinita.